# Ammutta muddica al cinema
Ammutta muddica al cinema è un film del 2013 diretto da Morgan Bertacca tratto dallo spettacolo teatrale Ammutta muddica di Aldo, Giovanni & Giacomo con Silvana Fallisi e proiettato in Italia in un'unica data-evento il 16 ottobre 2013 in 290 sale.
La registrazione è avvenuta durante le repliche dello spettacolo al Teatro degli Arcimboldi di Milano nel marzo 2013.

## Trama
Viene messo in scena lo spettacolo Ammutta muddica dopo il sold out della tournée. Il trio ripropone le gag dello spettacolo teatrale con 30 minuti di sketch inediti. 
Alla guida di un grande camion dal quale prendono vita le varie scene, Aldo Giovanni e Giacomo sono protagonisti di situazioni esilaranti: dall'emergenza che si trovano ad affrontare tre cittadini prigionieri di Equitalia alla presa in giro di alcune mode contemporanee come quella per i tatuaggi, alla mania della corsa. Il tutto, come sempre, ingrandito e deformato dalla lente stravagante e surreale del trio. A fare da contrappunto a quanto accade in scena, alcuni video realizzati dietro le quinte grazie a delle telecamere che seguono il trio a ogni uscita di scena, per raccontare quel che accade anche fuori dal palcoscenico.